# سلاویک آمیریان
سلاویک سورنی آمیریان (ارمنی: Սլավիկ Սուրենի Ամիրյան؛  زادهٔ ۱۹ آوریل ۱۹۵۶) پزشک، جراح و سیاستمدار اهل ارمنستان که از تاریخ ۱۹۹۰ تا تاریخ ۱۹۹۵ سمت نمایندگی دوره اول شورای عالی جمهوری ارمنستان را برعهده داشت

## زندگی‌نامه
وی در ۱۹ آوریل ۱۹۵۶ ‏در گوریس به دنیا آمد و از دانشگاه پزشکی دولتی ایروان فارغ‌التحصیل گشت. همچنین برندهٔ جوایزی همچون مدال مخیتار هراتسی () شده است.

## یادداشت
1. ↑  բժշկական գիտությունների դոկտոր